# بابی چیلز
بابی چیلز (انگلیسی: Bobby Folds؛ زادهٔ ۱۸ آوریل ۱۹۴۹) بازیکن فوتبال اهل بریتانیا است.
از باشگاه‌هایی که در آن بازی کرده‌است می‌توان به باشگاه فوتبال نورث‌همپتون تاون اشاره کرد.